# Peer-to-peer
Peer-to-peer (eller P2P) er den engelske betegnelse der anvendes om datanet, hvor computerne i datanettet har lige stort ansvar for datanettets funktionalitet. Et peer-to-peer-datanet adskiller sig derfor fra et datanet bestående af klient- og serverprogrammer ved at ansvaret for datanettets funktionalitet ikke er centraliseret omkring serverprogrammet.
En hyppig anvendelse af peer-to-peer ansvarsdelingen er ifm. med distribuerede datalagre, som f.eks. BitTorrent, eDonkey, KaZaA og Napster (omend Napster ikke havde en ren peer-to-peer ansvarsdeling, men var en hybrid mellem klient/server og peer-to-peer). Andre anvendelser er Internetbaserede telefonforbindelser, f.eks. Skype, og distribuerede beregninger, som f.eks. SETI@home (nu: BOINC).
En dom fra 27. juni 2005 fra Den Amerikanske Højesteret fastslog at firmaer der fremstiller fildelingsprogrammer er ansvarlige for den ulovlige kopiering der foregår ved hjælp af disse programmer.

## Terminologi
Dansk Sprognævns IT-terminologi udvalg har endnu ikke vedtaget en dansk oversættelse af "a peer-to-peer network", men et forslag kunne være "et terminalnet". Da en "peer" kan ses som havende både lige meget og lige lidt ansvar som andre "peers", ville "lige lidt ansvar" svare til en opbygning af et datanet kun bestående af terminaler (det passer både med terminaler i syntaksmæssig forstand og med terminaler i datamatmæssig forstand).

### Vejvisere
- File Sharing på Curlie (som bygger videre på Open Directory Project)
- File Sharing Technologies Arkiveret 11. oktober 2004 hos  Wayback Machine

### Praktiske implementationer
- 13. jan. 2005, Comon.dk: Verdens mindste fildelingsprogram
  - TinyP2P: The World's Smallest P2P Application Arkiveret 16. januar 2005 hos  Wayback Machine Citat: "...TinyP2P is a functional peer-to-peer file sharing application, written in fifteen lines of code, in the Python programming language..."
- Open source og skrevet i Python: Sourceforge.net: Bittorrent, (Bittorrent). FAQ Arkiveret 16. januar 2005 hos  Wayback Machine Citat: "...What is BitTorrent uploading from my machine? Pieces [filbidder] of the file you're currently downloading. BitTorrent trades pieces you have with pieces your peers have...BitTorrent does cryptographic hashing (SHA1) of all data..." (Det betyder at alt hvad man downloader deles med andre. Den krypterer ikke filerne, men laver en god checksum.)
- Freenet

### Andre praktiske implementationer
- Distributed Universal Number Discovery Arkiveret 22. oktober 2004 hos  Wayback Machine Citat: "...DUNDi™ is a peer-to-peer system for locating Internet gateways to telephony services. Unlike traditional centralized services (such as the remarkably simple and concise ENUM standard), DUNDi is fully-distributed with no centralized authority whatsoever..."

### Relaterede henvisninger
- PCWorld, 13. dec. 2002, Dansk firma bag peer-to-peer mini-grids
- Computerworld, 28. nov. 2002, Microsoft-forskere: Håbløs kamp mod fildeling Arkiveret 10. marts 2005 hos  Wayback Machine, Microsoft Word format: Microsoft-forskernes rapport: "The Darknet and the Future of Content Distribution"

### Styring af P2P
- IPP2P – kig også under Traffic shaping og QoS.